# 宜昌县
宜昌县，中国古旧县名。1949年前辖区为今天的宜昌市市区，1949年到2001年的辖区为今天的宜昌市夷陵区。

## 历史沿革
- 秦始皇二十六年置巫县。西汉置夷陵县。三国时改西陵、宜昌两县。隋废宜昌，合称夷陵。明洪武九年（1376年）升为夷陵州。清顺治五年（1648年）改称彝陵州。雍正十三年（1735年）升彝陵州为宜昌府，置东湖县为附郭县。
- 民国元年（1912年），全国废府，故废宜昌府，改东湖县为宜昌县，1914年到1926年为荊宜道府治 。
- 1949年后宜昌县县城及城郊划出设宜昌市。宜昌县隶属宜昌专区，县直机关仍设宜昌市内。1970年7月，因兴建葛洲坝水利枢纽，县城迁至小溪塔。2001年7月28日，撤县设宜昌市夷陵区，长江以南的土城乡、桥边镇、艾家镇划归宜昌市点军区管辖。[1][2]